# Xysticus tampa
Xysticus tampa là một loài nhện trong họ Thomisidae.
Loài này thuộc chi Xysticus. Xysticus tampa được Willis J. Gertsch miêu tả năm 1953.